# Focaccia sarda ripiena
La focaccia sarda ripiena è un panino farcito, tipico della zona di Alghero, composto di una focaccia imbottita con pomodori, tonno sott'olio, uovo sodo, rucola, cipolla, acciughe sott'olio, pancetta, olio d'oliva, aceto, sale.

## Storia
La focaccia sarda ripiena nasce ad Alghero nei primi anni '70 in un bar nei pressi del porto, in cui viene realizzata per la prima volta utilizzando ingredienti tipici del territorio sardo. Oggi viene considerato un piatto tradizionale di Alghero, offerto in molti bar e pubblici esercizi della città.

## Preparazione
La preparazione di questo piatto avviene aprendo la focaccia in due e distribuendo gli ingredienti in strati successivi sulla metà inferiore della focaccia aperta: uno strato di fette di pomodoro fresco, uno strato di tonno sminuzzato, delle uova sode tagliuzzate a pezzi, dei pezzetti di acciughe sparse, uno strato di rucola, uno strato di cipolle tagliate sottili e infine uno strato di pancetta. Successivamente l'interno della focaccia viene bagnato con una speciale salsa, il cui contenuto può variare (ma è solitamente costituita da una emulsione di olio, aceto e pasta d'acciughe).